# Жилюк Наталія Євгенівна
Ната́лія Євге́нівна Жилю́к (нар. 28 жовтня 1992) — українська веслувальниця на каное. Майстер спорту України міжнародного класу.

## З життєпису
Займається веслуванням від 2006 року. Любов до спорту з самого дитинства прищеплював батько — професійний борець. Коли вперше у 12 віці років потрапила в секцію з веслування, захопилася цим видом спорту. Після року тренувань посіла перше місце на всеукраїнському чемпіонаті серед юніорів.
Виступала у веслуванні на каное. Входила до складу збірної України з веслування на каное. Здобула срібну медаль на Чемпіонаті Європи з веслування на каное-2012 на дистанції 500 метрів (Загреб, з Дар'єю Мотовою) та бронзову медаль на Чемпіонаті Європи з веслування на каное-2013 на дистанції 500 метрів (Монтемор-у-Велю, з Дар'єю Мотовою).
Станом на 2019 рік — викладачка кафедри фізичної реабілітації, ерготерапії та фізичного виховання; Івано-Франківський національний медичний університет.
Переможниця чемпіонатів України.